# Massimo Scarpati
Massimo Scarpati (Napoli, 29 maggio 1942) è un apneista italiano.
(da "Il tempo di un'apnea")
Quasi all'unanimità considerato il migliore pescatore subacqueo italiano di ogni epoca. Sicuramente il più titolato, ha vinto 5 campionati italiani, 3 Campionati Europei a squadre ed 1 individuale, 1 Campionato Mondiale individuale e 1 Campionato Mondiale a squadre, nonché diversi altri gran premi e trofei nazionali ed internazionali. È stato capitano della Nazionale Italiana. Accademico di Ustica e membro della commissione della Accademia internazionale di scienze e tecniche subacquee che ogni anno assegna il premio Tridente d'Oro a chi si è distinto particolarmente nelle attività subacquee. Per la sua fama ed esperienza, è considerato una delle più importanti e autorevoli figure del mondo della subacquea a livello nazionale ed internazionale. Sposato con Gina Iacono ha due figli Guido e Uberto.

## Attività
Ha collaborato ed è stato per diversi anni testimonial e collaboratore tecnico della Mares per cui ha ideato e brevettato una famosa ed innovativa gamma di articoli e attrezzature tra cui le prime pinne lunghe, conosciuta come linea Massimo Scarpati contribuendo alla transizione delle attività subacquee da un periodo di sperimentazione ed evoluzione degli anni cinquanta e sessanta a quella definitivamente più moderna degli anni settanta e ottanta, che ha portato così ad una standardizzazione delle attuali tecnologie. Ha viaggiato per tutto il mondo, in particolare nei mari dell'Oceano pacifico, per girare diversi documentari naturalistici sul mare e sulle similitudini di pesca in apnea del popolo polinesiano.
Negli anni settanta si trasferisce a Stintino dove compra una delle prime ville davanti alla spiaggia della Pelosa.
Dagli anni ottanta ha iniziato ad effettuare la pesca subacquea del Corallo rosso, effettuata con le miscele, con discese autonome ad alta profondità, ed opera ancora attualmente nella costa della Riviera del Corallo ad Alghero.
È così protagonista di diversi documentari e programmi televisivi nazionali sulla pesca del corallo. Nel maggio del 2009 Raitre gli dedica uno speciale per la rubrica Persone.

## Palmarès

### Campionato Italiano
- Titolo individuale 1968
- Titolo individuale 1969
- Titolo individuale 1970
- Titolo individuale 1971
- Titolo individuale 1973

### Campionato Europeo
- Titolo a squadre 1968
- Titolo a squadre 1970
- Titolo individuale 1974
- Titolo a squadre 1974

### Trofei internazionali
- 1 Campionato del mondo individuale
- 1 Campionato del mondo a squadre
- 3 volte vincitore del Gran premio Internazionale di Ustica
- 3 volte vincitore del Trofeo Internazionale Mondo Sommerso

## Onorificenze
- Medaglia d'oro al valore atletico
- Cavaliere dello sport al merito della Repubblica Italiana, proposto dal Presidente del Consiglio dei ministri, firmato dall'on. Sandro Pertini e controfirmato dall'on. Giulio Andreotti decreto del 2 febbraio 1979.

## Libri
Nel 2008 ha pubblicato il libro autobiografico "Il tempo di un'apnea" dove ripercorre tutti i momenti più importanti della sua carriera dalla pesca in apnea, ai campionati italiani e mondiali, ai documentari girati per il mondo ed a tutte le vittorie fino alla pesca del corallo nel Nordafrica ed in Sardegna.
```
Nel 2021 ha pubblicato “ Il tempo del corallo “ dove descrive tutte le fasi della pesca del corallo svolte in Algeria ed in Sardegna. Arricchendo le storie con incontri di pesci avvenuti durante le varie decompressioni. È una storia realmente vissuta ed i personaggi coinvolti sono in parte ancora in vita.
```

Nel libro troviamo foto a colori e collegamenti virtuali con video esplicativi delle situazioni descritte .